# Arthur Japin
Arthur Valentijn Japin (nacido el 26 de julio de 1956 en Haarlem, Países Bajos) es un novelista neerlandés.

## Biografía
Sus padres fueron Bert Japin, profesor y escritor de novelas policiales, y Annie Japin-van Arnhem. Después de una infancia difícil —su padre se suicidó cuando Arthur tenía doce años—, Japin ingresó en la Kleinkunstacademie de Ámsterdam, donde se formó como actor. También fue brevemente cantante de ópera en De Nederlandse Opera de Ámsterdam.

## Obra
Su primera novela, De zwarte met het witte hart (1997), traducida como Los dos corazones de Kwasi Boachi, es la historia de dos príncipes ashanti, Kwame Poku y Kwasi Boachi, que fueron sacados de la actual Ghana y llevados a la corte del rey holandés Guillermo I en 1837. El libro se convirtió en un éxito de ventas y se considera un clásico de la literatura holandesa moderna. En noviembre de 2007 se estrenó en Róterdam una ópera basada en la novela, con libreto en inglés del propio Arthur Japin y música del compositor británico Jonathan Dove.
Su segundo libro, De droom van de leeuw (2002), es una versión novelada de la vida de la actriz y novelista holandesa Rosita Steenbeek en Roma, donde Steenbeek se convirtió en la última amante del director de cine italiano, Federico Fellini. Su tercera novela, Een schitterend gebrek, traducida al español como El primer amor de Casanova (2006), fue un retorno a la novela histórica, sobre la primera amante de Casanova, Lucía, quien, según relata en sus memorias, lo abandonó inexplicablemente en su juventud, solo para resurgir años después como una horrible prostituta en un burdel de Ámsterdam. Japin fue aclamado como un gran escritor después de su primer par de novelas, un calificativo que se confirmó cuando se le pidió que escribiera el Boekenweekgeschenk de 2006: De grote wereld, una novela sobre una pareja de enanos circenses atrapados en la Alemania nazi, que en su primera tirada alcanzó las 813 000 copias.
Su novela De overgave de 2007, aborda el tema de las guerras entre Texas y los indios del siglo XIX, dramatizando la historia de la masacre de Fort Parker de 1836, en la que una niña blanca, Cynthia Ann Parker, fue tomada como rehén de los comanche, y quien más tarde se convertiría en la madre del famoso jefe comanche Quanah Parker.
Japin también ha publicado varios volúmenes de cuentos. Los dos primeros, Magonische verhalen y De vierde wand, se reunieron en la recopilación Alle verhalen, (2005). Magonische verhalen se convirtió en la película Magonia, de la directora holandesa Ineke Smits.

## Vida privada
Japin vive en el centro de la ciudad de Utrecht junto al escritor estadounidense Benjamin Moser, y Lex Jansen: su socio y también editor de Japin. Los tres viven juntos.

## Publicaciones
- 1991: ¡Heijermans!, una obra de teatro, publicada por Het Nederlands Volkstoneel
- 1996: Magonische verhalen
- 1997: De zwarte conoció a het witte hart, novela, traducida como Los dos corazones de Kwasi Boachi
- 1998: Varita de vierde, historias de viajes
- 2001: Magonia, guion (basado en varios de los 'Magonische verhalen')
- 2002: De droom van de leeuw, novela
- 2002: De vrouwen van Lemnos, guion coreográfico
- 2003: Een schitterend gebrek, novela, traducida como In Lucia's Eyes
- 2004: Dooi & Zeep, dos historias ilustradas por Arthur Japin, publicado por Uitgeverij Brokaat
- 2006: De klank van sneeuw, dos historias
- 2006: De grote wereld, regalo de la Semana del Libro
- 2007: De overgave, novela, ganadora del NS Publieksprijs 2008,[3] traducida como Someone Found
- 2010: Vaslav, novela
- 2012: Maar buiten is het feest, novel
- 2013: De man van je leven, novela
- 2015: De gevleugelde, novela
- 2017: Kolja, novela

Japin también ha escrito varios guiones, obras de radio, canciones y obras de teatro. Sus canciones han aparecido en los CD Vol verlangen y Nuances van Liefde, cantados por Astrid Seriese.

## Reconocimientos
- 1990 - Gorcumse Literatuurprijs por De klap van Ediep Koning
- 1995 - LIRA-prijs por De roering van het kielzog
- 1995 - Literaire prijs van de provincie Gelderland por De draden van Anansi
- 1998 - Lucy B. en C.W. van der Hoogtprijs por De zwarte met het witte hart
- 1998 - Halewijn-literatuurprijs van de stad Roermond for the body of his work
- 1999 - ECI-prijs voor Schrijvers van Nu for De zwarte met het witte hart
- 2004 - Libris literatuurprijs por Een schitterend gebrek
- 2005 - De Inktaap por Een schitterend gebrek
- 2008 - NS Publieksprijs por De overgave[3]

## Películas
- 1996: Hoerenpreek, una película para televisión de Ineke Smits
- 1996: De Wolkenfabriek, una película para televisión de Ineke Smits
- 2000: Magonia, versión cinematográfica de Magonische verhalen de Ineke Smits, protagonizada por Dirk Roofthooft, Willem Voogd, Jack Wouterse, Linda van Dyck y Ramsey Nasr.

## Televisión
Japin presentó la adaptación holandesa del programa británico QI. El primer episodio se emitió el 27 de diciembre de 2008, y la serie tuvo una duración total de 6 episodios.